# Sungai Dalam
Sungai Dalam is een bestuurslaag in het regentschap Kerinci van de provincie Jambi, Indonesië. Sungai Dalam telt 723 inwoners (volkstelling 2010).